# El Riurau
El Riurau (escrit també Riurrau, Riu-rau o Riu Rau) és un llogaret del municipi valencià de Rafelguaraf, a la comarca de la Ribera Alta. Es troba al NE de la capital del municipi, a uns 800 metres de distància, i tenia 71 habitants el 2019. Es correspon amb l'antiga alqueria de Palmella, tot i que el nucli actual data de la segona meitat del segle xix.